# Ibn Darrach al-Qastalli
ˁUmar Aḥmad ibn Muḥammad ibn Aḥmad ibn Sulaymān ibn Darrāğ al-Qasṭallī (958-1030), poeta hispanoárabe de origen bereber, nacido en el Algarve, es autor de poesía áulica, de género heroico y panegírico, dedicada primero al servicio de Almanzor y, desde 1018, al de los reyes tuyibíes de la taifa de Zaragoza.
Ibn Darrach (transcrito también como Darray o Darraj) al-Qastalli cultivó una poesía preciosista. Su estilo manierista estaba inspirado en el gran poeta neoclásico al-Mutanabbi, pero la producción de Al-Qastalli, ejemplo de la sofisticación que alcanzó la poesía de Al-Ándalus en la época de taifas, muestra una mayor complejidad barroquizante.
Formó parte de la corte poética de Almanzor desde el año 992, en la que fue admitido gracias al mérito de una casida improvisada con tema y rima forzados. Su poesía en este periodo se dedica a ensalzar la actividad bélica de Almanzor en sus campañas contra los reinos cristianos. En sus divanes, o colecciones de poesías, aparecen casidas compuestas al hilo de los acontecimientos, pues Ibn Darrach formaba parte del ejército. Por ello, aparte del valor literario, interesan por su valor histórico, pues describe pormenores de las hazañas del caudillo andalusí. 
Muerto Almanzor, Al-Qastalli permaneció al servicio de su hijo Abd al-Malik al-Muzaffar, al que siguió acompañando en algaradas contra León y Cataluña, pero poco después, a partir de 1008, estalla la fitna, o guerra civil, lo que acabó obligándole a emigrar, tras una estancia en Ceuta, con los hammudíes y otra en Almería, a la taifa de Zaragoza, siendo acogido allí por su rey Mundir I en 1018, donde trabajó como visir-secretario y panegirista de su corte. 
De nuevo como poeta áulico, glosó las hazañas bélicas del rey tuyibí zaragozano. Así, cantó las ceremonias organizadas por Mundir I en 1021 en las que se celebraba la boda entre los condes Berenguer Ramón I de Barcelona y Sancha, hija del conde Sancho García de Castilla. En ellas, Ibn Darrach de nuevo parece querer competir con las que Al-Mutanabbi dedicó a Sayf al-Dawla, y destaca cómo, con este enlace Mundir I se gana la alianza de estos dos condados (Castilla y Barcelona), para así oponerse a Sancho el Mayor de Pamplona, principal amenaza para el reino tuyibí de Zaragoza.
Sin embargo, en esta época, estará siempre presente el recuerdo de las penalidades sufridas durante la guerra civil y la nostalgia de la Córdoba califal. Sus poemas ahora son más melancólicos y reflejan por primera vez en Al-Ándalus la pérdida del esplendor perdido.
A Mundir I le sucede en 1022 su hijo Yahya al-Muzaffar, e Ibn Darrach continuó a su servicio como poeta de su corte hasta su marcha a Valencia y luego a Denia en 1028, ciudad en la que encontró la muerte en 1030.